# Edvard Fortling
Christian Edvard Fortling (10. april 1809 i København – 12. august 1875 sammesteds) var en dansk litograf.
Edvard Fortling var søn af bogholder, senere administrator ved lottoet Christian Frederik Fortling og Bertha Andersen og kom allerede 1819 ind på Kunstakademiets frihåndstegneskole, avancerede 1829 til gipsskolen og uddannede sig derefter som malersvend. Af helbredsgrunde kastede han sig over litografi og arbejdede først rent håndværksmæssigt i Meyers Voksdugsfabrik, men begyndte derefter at udvikle sig i mere kunstnerisk retning. Han modtog 1853 støtte fra Den Reiersenske Fond til at studere litografisk teknik i udlandet. 1838 og i årene 1852-1873 udstillede han 16 gange på Charlottenborg Forårsudstilling. Han var også med på den nordiske udstilling i 1872.
Fortling litograferede en del videnskabelige tegninger for zoologer og læger og udførte mange portrætter, der primært havde forlæg i malerier fra samtiden. Han havde et samarbejde med anstalter såsom Em. Bærentzen & Co., Det kongelige Stentrykkeri, Bing & Ferslew og Det Hoffensbergske Etablissement, men kunne efter at have været i udlandet i sine senere år selv trykke sine litografier.
Han er begravet på Garnisons Kirkegård.